# Wina likierowe

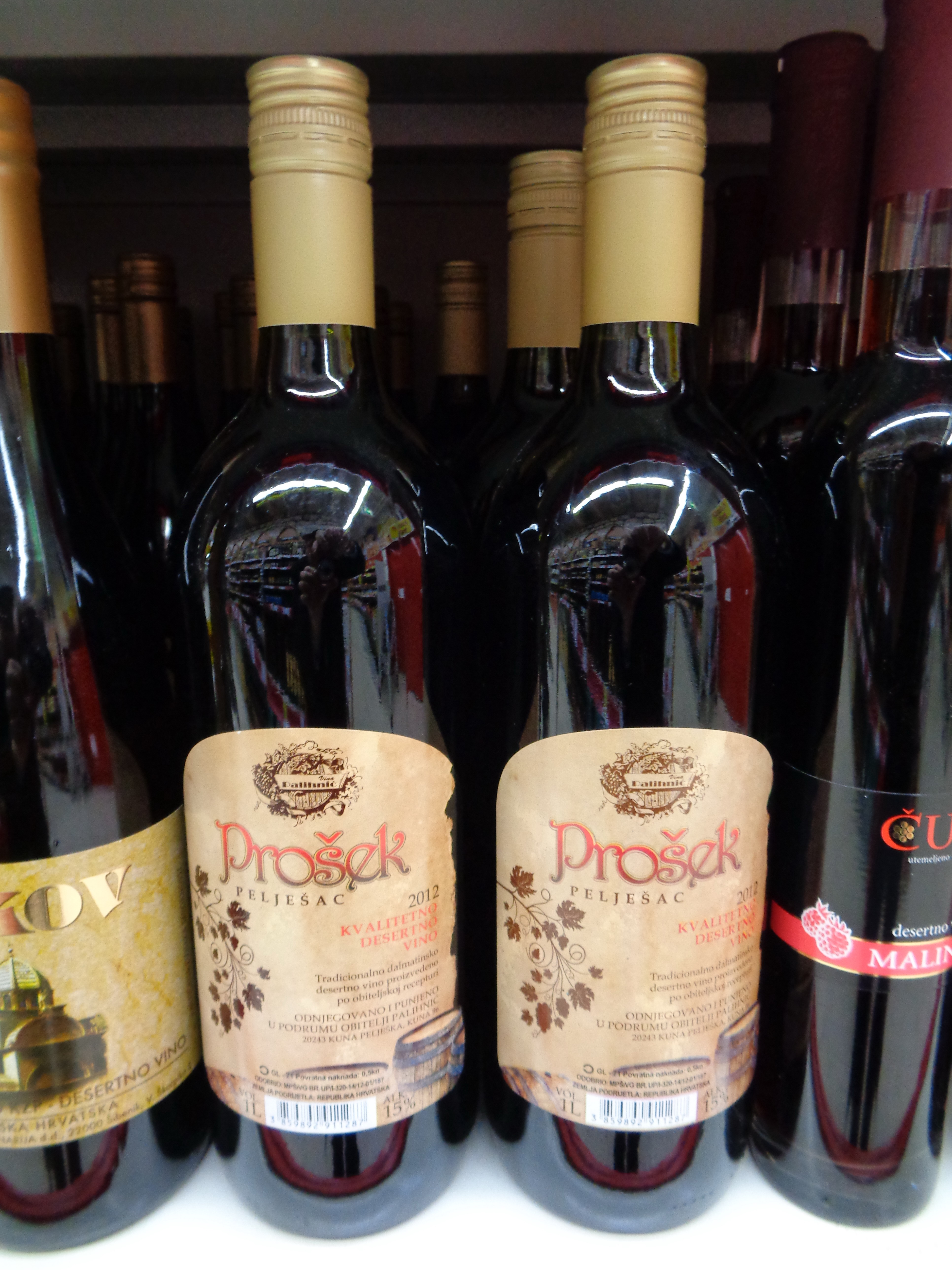
Chorwacki prošek

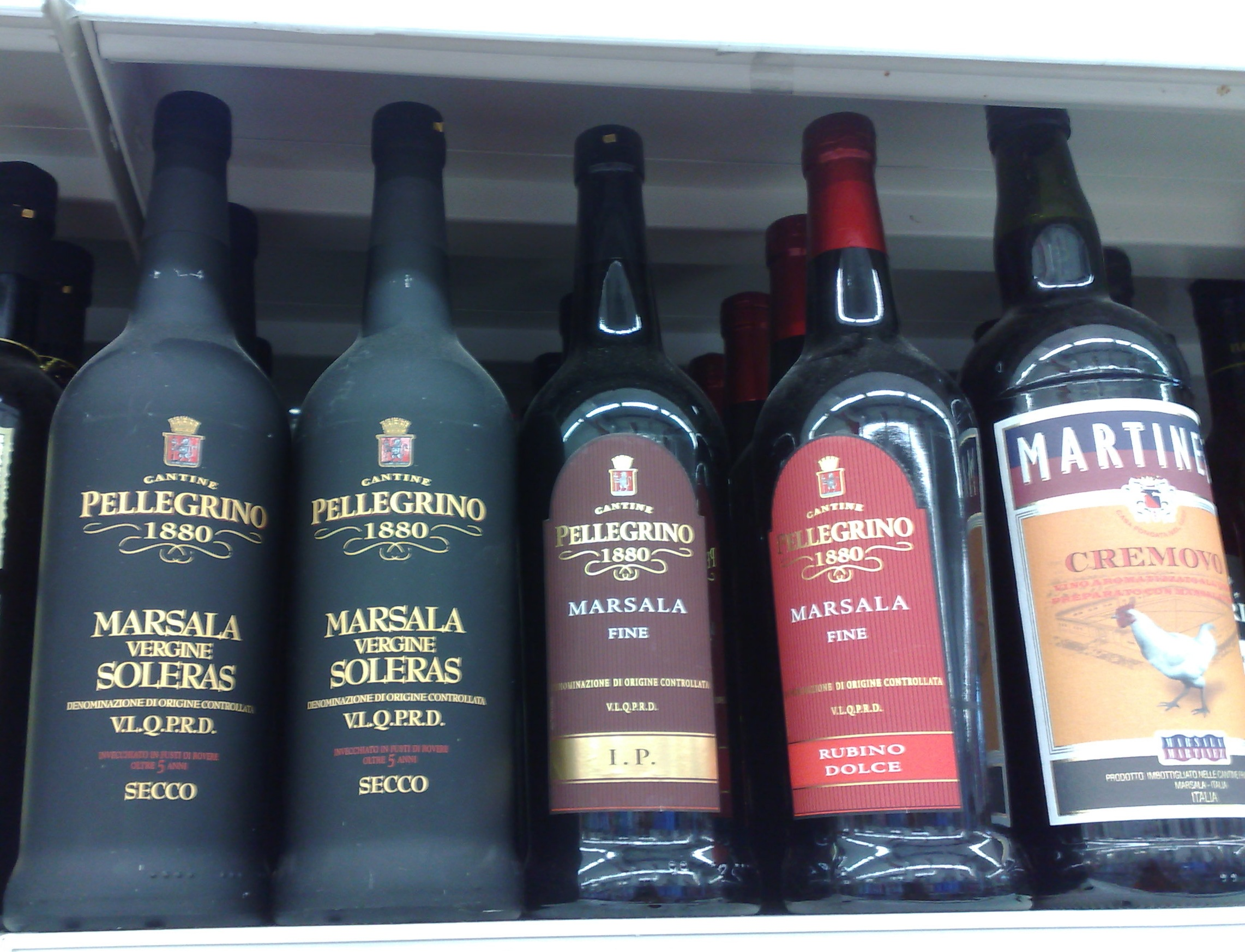
Sycylijska marsala

Wino likierowe, wino wzmacniane – wino, do którego w procesie produkcji dodano mocniejszego (destylowanego) alkoholu, często dla powstrzymania procesu fermentacji.
Do win wzmacnianych („fortyfikowanych”) należą m.in. portugalskie madera, moscatel de Setúbal, porto, hiszpańskie malaga, sherry, włoska marsala, chorwacki prošek, greckie samos, mawrodafni, cypryjskie commandaria, francuskie pineau des Charentes, vin doux naturel, koreańskie gwaha-ju. Zazwyczaj zawartość alkoholu w tych winach wynosi od 15% do 22%.
W jednych przypadkach (np. porto) alkohol dodawany jest w trakcie fermentacji (blokowanie działania drożdży), gdy wino wykazuje wciąż wysoki poziom cukru. W innych wypadkach (marsala i sherry) dodaje się go pod koniec procesu produkcyjnego, balansując smak wina między słodyczą, kwasowością a goryczą garbnika, i zapewniając mu szczególną trwałość. Barwa wina wzmacnianego nie jest zależna od tego dodatku (wyjątkiem jest winiak). Likierowe otrzymywane z wina czerwonego cechuje ciemna, nasycona czerwień, w późniejszym czasie – barwa rubinowa, a po długim starzeniu się – pomarańczowa. Natomiast kolor uzyskiwanego z białych winogron uzależniony jest od ich szczepu, choć z biegiem czasu ciemnieje aż do ciemnobursztynowego.
Gama zapachowa win likierowych zależna jest zarówno od alkoholu bazowego, jak i dodawanego. W winach tych aromaty są wynikiem oksydacji, której normalnie się unika, dlatego dominujący jest zapach tzw. maderyzacji (utlenienia), obok którego ujawniają się pozostałe (suchych owoców, orzechów, migdałów, fig, a także różnoowocowych konfitur). Po upływie co najmniej dekady wina likierowe zyskują jeszcze inne aromatyczne nuty (np. tytoniu, gorzkiej czekolady) cenione przez koneserów.
Jako najsłodsze, wina te stanowią szczególnie odpowiedni trunek do ciast i deserów, przy których nie tracą smaku wskutek negatywnego działania cukru, jak np. w przypadku szampana podanego z tortem. Wbrew spotkanej czasem praktyce, nie należy ich jednak trzymać dłużej w karafce, można natomiast dla dekantacji przelać do niej na 2–4 godziny przed podaniem. Dla zwolenników konsumowania ich na zimno, właściwe jest schłodzenie nawet do 4–6 °C w lodówce.